# Dermie O'Connell
Dermott F. "Dermie" O'Connell (12 de abril de 1928-5 de octubre de 1988) fue un jugador de baloncesto estadounidense que disputó dos temporadas entre la BAA y la NBA, además de jugar en la ABL. Con 1,83 metros de estatura, jugaba en la posición de base.

## Trayectoria deportiva

### Universidad
Jugó durante su etapa universitaria con los Crusaders del College of the Holy Cross, con los que se proclamó campeón de la NCAA en 1947, derrotando en la final a la Universidad de Oklahoma por 58-47, con 16 puntos de O'Connell, segundo mejor anotador de su equipo tras George Kaftan.

### Profesional
Comenzó su andadura profesional con la temporada 1948-49 de la BAA ya comenzada, fichando por los Boston Celtics, donde se reencontraría con su compañero de universidad George Kaftan, acabando la misma promediando 9,7 puntos y 3,1 asistencias por partido.
Mediada la temporada siguiente fue traspasado a los St. Louis Bombers, donde jugó 24 partidos en los que promedió 3,8 puntos y 1,1 asistencias. Acabó su carrera jugando una temporada en la ABL.

#### Estadísticas en la BAA y la NBA

##### Temporada regular
| Temporada | Edad | Equipo            | Liga  | P  | TIT | MIN | TC  | TCA  | %TC  | 3P | 3PA | %3P | TL  | TLA | %TL  | R.OF. | R.DEF. | REB | ASIS | ROB | TAP | PER | FP  | PTS |
| 1948-49   | 20   | Boston Celtics    | BAA   | 21 |     |     | 4.1 | 15.0 | .276 |    |     |     | 1.4 | 2.7 | .536 |       |        |     | 3.1  |     |     |     | 1.9 | 9.7 |
| 1949-50   | 21   | TOTAL             | NBA   | 61 |     |     | 1.8 | 7.0  | .261 |    |     |     | 0.8 | 1.5 | .528 |       |        |     | 1.5  |     |     |     | 1.5 | 4.4 |
| 1949-50   | 21   | Boston Celtics    | NBA   | 37 |     |     | 1.9 | 7.4  | .262 |    |     |     | 0.9 | 1.6 | .569 |       |        |     | 1.7  |     |     |     | 1.7 | 4.8 |
| 1949-50   | 21   | St. Louis Bombers | NBA   | 24 |     |     | 1.6 | 6.3  | .260 |    |     |     | 0.6 | 1.3 | .452 |       |        |     | 1.1  |     |     |     | 1.2 | 3.8 |
| Total     |      |                   | TOTAL | 82 |     |     | 2.4 | 9.0  | .268 |    |     |     | 0.9 | 1.8 | .531 |       |        |     | 1.9  |     |     |     | 1.6 | 5.8 |
|           |      |                   | NBA   | 61 |     |     | 1.8 | 7.0  | .261 |    |     |     | 0.8 | 1.5 | .528 |       |        |     | 1.5  |     |     |     | 1.5 | 4.4 |
|           |      |                   | BAA   | 21 |     |     | 4.1 | 15.0 | .276 |    |     |     | 1.4 | 2.7 | .536 |       |        |     | 3.1  |     |     |     | 1.9 | 9.7 |